# Plântula

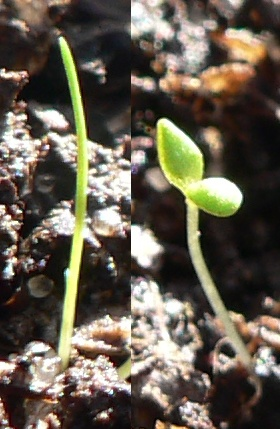
Plântulas: monocotiledóneas (esquerda) e dicotiledóneas (direita).

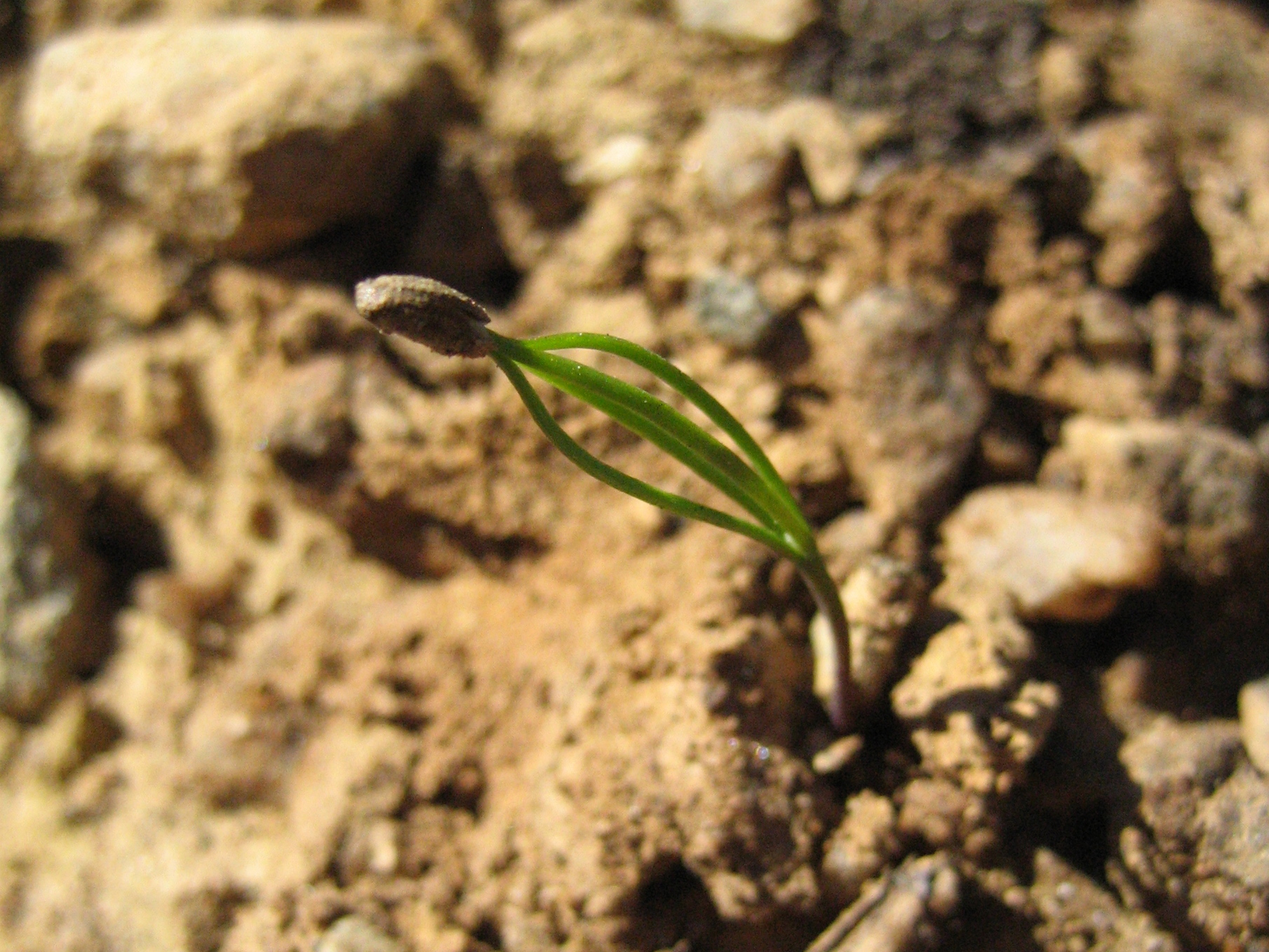
Plântula de Pinus sylvestris.

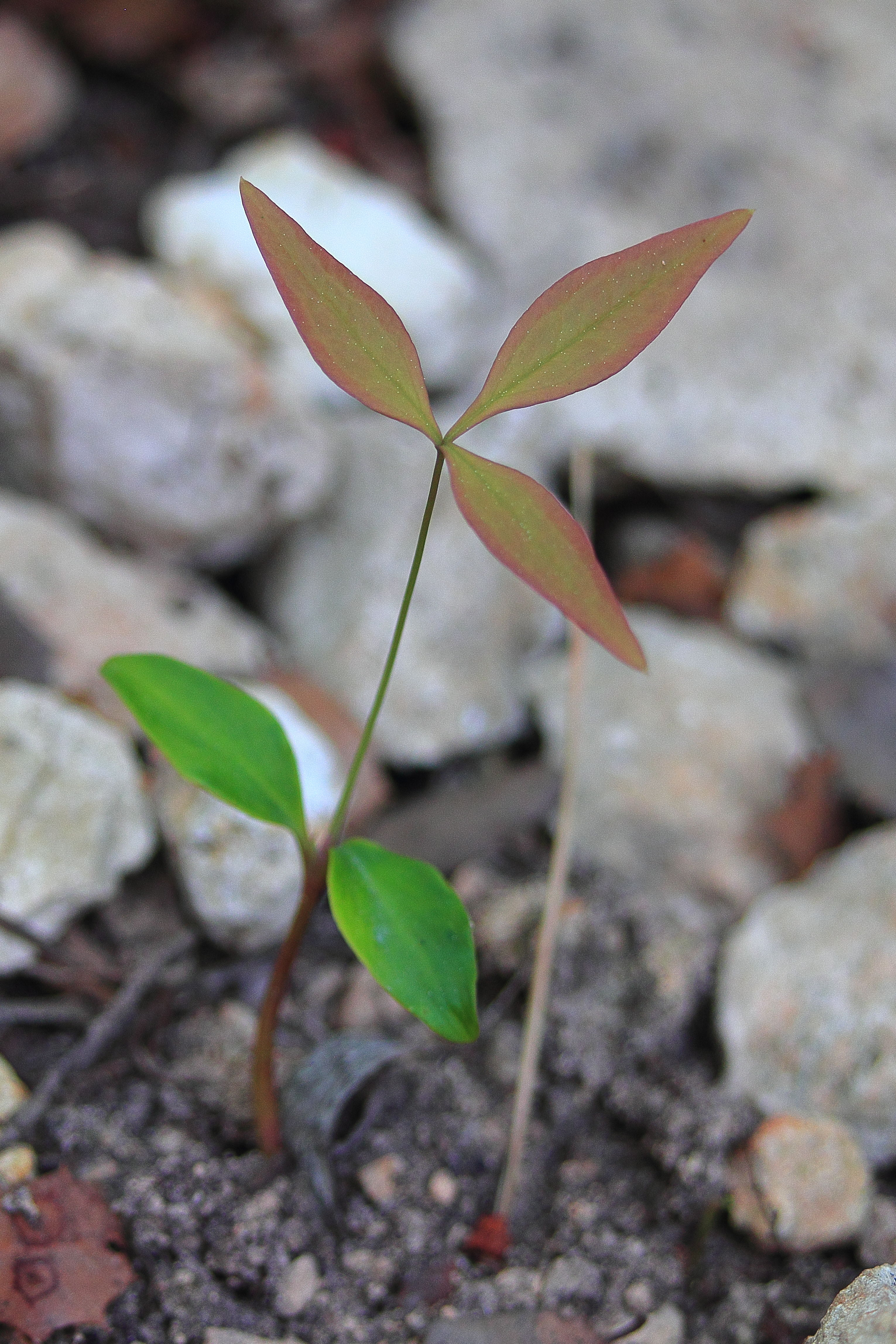
Plântula de Nandina domestica (uma dicotiledônea) mostrando duas folhas verdes, os cotilédones, e a primeira folha "verdadeira" com seus distintos folíolos e cor vermelho-verde.

Plântula é a designação dada em botânica e em agronomia ao embrião vegetal já desenvolvido que emerge da semente. Do ponto de vista ontogénico, a plântula é um jovem esporófito que se desenvolve a partir do embrião contido numa semente, num processo de desenvolvimento que começa com a germinação. Uma plântula típica é constituída por três partes principais: a radícula (raiz embrionária), o hipocótilo (rebento embrionário) e os cotilédones (folhas embrionárias da semente).

## Descrição
Os dois grandes agrupamentos filogenéticos de plantas com flor (as angiospermas) distinguem-se pelo número de folhas da semente: as monocotiledóneas possuem um cotilédone em forma de lâmina, enquanto as dicotiledóneass apresentam dois cotilédones arredondados. As gimnospermas são mais variadas: por exemplo, as plântulas de pinheiro têm até oito cotilédones. As plântulas de algumas plantas com flor não possuem cotilédones, pelo que são chamadas de acotiledóneas.

### Fotomorfogénese e etiolação
As plântulas de dicotiledóneas cultivadas à luz desenvolvem hipocótilos curtos e cotilédones abertos que expõem o epicótilo. Isto também é chamado de fotomorfogénese. Em contraste, as plântulas cultivadas no escuro desenvolvem longos hipocótilos e os seus cotilédones permanecem fechados em torno do epicótilo num gancho apical. Este fenómeno é designado por escotomorfogénese ou etiolação. As plântulas etioladas são de cor amarelada, pois a síntese de clorofila e o desenvolvimento do cloroplasto dependem da luz. Abrem os cotilédones e ficam verdes quando expostas à luz.
Numa situação natural, o desenvolvimento das plântulas começa com a escotomorfogénese enquanto a plântula está a crescer através do solo e a tentar alcançar a luz o mais rapidamente possível. Durante esta fase, os cotilédones estão bem fechados e formam o gancho apical para proteger o meristema apical do rebento de danos enquanto o empurra através do solo. Em muitas plantas, o revestimento da semente ainda cobre os cotilédones para proteção extra.
Ao romper a superfície e alcançar a luz, o programa de desenvolvimento da plântula muda para a fotomorfogénese. Os cotilédones abrem-se ao contacto com a luz (dividindo o revestimento da semente, se ainda estiver presente) e tornam-se verdes, formando os primeiros órgãos fotossintéticos da planta jovem. Até esta fase, a plântula vive das reservas de energia armazenadas na semente. A abertura dos cotilédones expõe o meristema apical do rebento e a plúmula, estrutura que consiste nas primeiras "folhas verdadeiras" da planta jovem.
As plântulas detectam a luz através dos receptores de luz designados por fitocromos (luz vermelha e vermelha distante) e criptocromos (luz azul). As mutações nestes fotorreceptores e nos seus componentes de transdução de sinal conduzem a um desenvolvimento das plântulas que não está de acordo com as condições de luz, por exemplo, plântulas que apresentam fotomorfogénese quando crescem no escuro.

### Crescimento e maturação das plântulas
A partir do momento em que a plântula começa a fotossíntetizar, deixa de estar dependente das reservas energéticas da semente. Os meristemas apicais começam a crescer e dão origem à raiz e ao rebento. As primeiras "verdadeiras" folhas expandem-se e podem muitas vezes ser distinguidas dos cotilédones redondos através das suas formas distintas dependentes da espécie. Enquanto a planta está a crescer e a desenvolver folhas adicionais, os cotilédones eventualmente senescem e caem. O crescimento das plântulas também é afetado por estímulos mecânicos, como o vento ou outras formas de contacto físico, através de um processo chamado tigmomorfogénese.
A temperatura e a intensidade luminosa interagem na medida em que afectam o crescimento das plântulas, pois com baixos níveis de luz, cerca de 40 lumens/m2, um regime de temperatura dia/noite de 28 °C/13 °C é eficaz.
Um fotoperíodo inferior a 14 horas provoca a paragem do crescimento, enquanto que um fotoperíodo prolongado com baixas intensidades de luz até 16 h ou mais provoca um crescimento contínuo (livre). Pouco se ganha com a utilização de mais de 16 h de baixa intensidade luminosa quando as plântulas estão no modo de crescimento livre. Fotoperíodos longos utilizando intensidades luminosas elevadas de 10 000 a 20 000 lumens/m2 aumentam a produção de matéria seca, e o aumento do fotoperíodo de 15 para 24 horas pode duplicar o crescimento da matéria seca.
Os efeitos do enriquecimento em dióxido de carbono e do fornecimento de azoto no crescimento do abeto-branco e do Populus tremuloides foram investigados, numa experiência em que as plântulas foram cultivadas em ambientes controlados com CO2 atmosférico ambiente ou enriquecido (350 ou 750 f1/L, respetivamente) e com soluções nutritivas com alto, médio e baixo teor de N (15,5, 1,55 e 0,16 mM). As plântulas foram colhidas, pesadas e medidas em intervalos inferiores a 100 dias. O fornecimento de N afectou fortemente a acumulação de biomassa, a altura e a área foliar de ambas as espécies. Apenas no abeto-branco, a razão de peso da raiz (RWR) aumentou significativamente com o regime de baixo teor de azoto. CO2 durante 100 dias aumentou significativamente a biomassa foliar e total das plântulas de abeto-branco no regime de alto-N, a RWR das plântulas no regime de médio-N e a biomassa radicular das plântulas no regime de baixo-N.
As plântulas do primeiro ano têm normalmente taxas de mortalidade elevadas, sendo a seca a principal causa, uma vez que as raízes não se conseguiram desenvolver o suficiente para manter o contacto com o solo suficientemente húmido para evitar o desenvolvimento de stress hídrico letal para as plântulas. Paradoxalmente, no entanto, observou-se que, tanto nas camas de sementes minerais como nas de folhada, a mortalidade das plântulas era maior em habitats húmidos (aluvião e Aralia-Dryopteris) do que em habitats secos (Cornus-musgo). Concluiu-se que, em habitats secos, após a primeira estação de crescimento, as plântulas sobreviventes pareciam ter muito mais hipóteses de continuar a sobreviver do que as que se encontravam em habitats húmidos ou molhados, nos quais a geada e a concorrência da vegetação menor se tornavam factores importantes nos anos seguintes.

### Pragas e doenças
As plântulas são particularmente vulneráveis ao ataque de pragas e doenças e podem, consequentemente, registar taxas de mortalidade elevadas. As doenças que são especialmente prejudiciais para as plântulas incluem o emurchecimento fúngico. As pragas que são especialmente nocivas para as plântulas incluem os vermes, os percevejos, as lesmas e os caracóis.

## Plúmula
A plúmula é a parte do embrião de uma semente que se desenvolve no rebento que dá origem às primeiras folhas verdadeiras de uma planta.
Na maioria das sementes, por exemplo o girassol, a plúmula é uma pequena estrutura cónica sem qualquer estrutura foliar. O crescimento da plúmula não ocorre até que os cotilédones tenham crescido acima do solo. Esta é a germinação epígea.
No entanto, em sementes como a fava, uma estrutura foliar é visível na plúmula da semente. Estas sementes desenvolvem-se através do crescimento da plúmula através do solo, permanecendo os cotilédones abaixo da superfície. Este processo é conhecido como germinação hipógea.

## Transplantação
Em muitas culturas, as plântulas são geralmente transplantadas quando aparece o primeiro par de folhas verdadeiras. Se a zona for árida ou quente, pode ser fornecida uma sombra. Para evitar o choque do transplante, pode ser utilizado um concentrado vitamínico hormonal disponível no mercado, que pode conter cloridrato de tiamina, ácido 1-naftalenoacético e ácido indolbutírico.

## Imagens
- Plântula de pinheiro silvestre com alguns dias de idade, a semente ainda a proteger os cotilédones.
- Plântula de feijão.
- Plântula de Quercus robur brotando da sua bolota.
- Plântula de uma dicotiledónea (com raízes).
- Plântula do género Bombax.
- Plântula de Fagopyrum esculentum com a primeira folha verdadeira.